# براندون غريني
براندون غريني (بالإنجليزية: Brandon Greene)‏ هو لاعب كرة قدم أمريكية أمريكي، ولد في 1 مارس 1994 في Ellenwood, Georgia ‏ في الولايات المتحدة.

## وصلات خارجية
- براندون غريني على موقع مرجع كرة القدم المحترفة.كوم (الإنجليزية)